# Discomelon intricatum
Discomelon intricatum är en snäckart som beskrevs av Tom Iredale 1938. Discomelon intricatum ingår i släktet Discomelon och familjen Camaenidae. Inga underarter finns listade i Catalogue of Life.